# Jota (Los Planetas)
Juan Ramón Rodríguez Cervilla (Granada, 10 de noviembre de 1969), conocido como Jota y J, es un músico granadino, conocido especialmente por ser el líder del grupo Los Planetas. En paralelo, también lidera la banda Grupo de Expertos Solynieve y desarrolla una carrera en solitario. En todos los casos, Jota canta, compone y toca la guitarra.

## Biografía

### Primeros años / Los Subterrános
Jota estudió en el IB Chana de Granada, hoy IES Severo Ochoa. En el curso 1985-86 estudió COU. Un compañero de pupitre lo recuerda como buen estudiante pero, sobre todo, como alguien que pasaba el día hablando de música y de grupos poco conocidos en la Granada de la época.
A principios de los años 90, Jota, por entonces estudiante de Sociología en la Universidad de Granada, conoce a Florent Muñoz (estudiante de Derecho), descubriendo sus afinidades musicales. Forman el grupo Los Subterráneos, nombre con dos posibles explicaciones: por un lado homenaje al grupo neoyorquino The Velvet Underground, por otro referencia al libro homónimo de Jack Kerouac.
Los Subterráneos graban varias maquetas, destacando la producida en abril de 1992 que incluye las canciones Mi hermana pequeña, El centro del cerebro, La caja del diablo y Espiral, registradas con un nuevo batería, Carlos Salmerón.
En aquellos años Christina Rosenvinge se hace acompañar de otros Subterráneos para sus primeros discos en solitario, con lo que J y compañía deciden cambiar su nombre al definitivo Los Planetas.

### Los Planetas
Ya como Los Planetas, participarán en varios concursos (Radio 3, Rockdelux...), y se convertirán en habituales en programas radiofónicos dedicados a la música independiente española, como Discogrande y Diario Pop.
De aquella maqueta, Mi hermana pequeña (mejor canción nacional del año 1992 para Rockdelux) y Pegado a ti se incluyen en su primer vinilo, el ep Medusa publicado por el sello independiente Elefant Records en 1993. El grupo continúa en activo desde entonces, reconocido como la principal banda indie de la historia de España y uno de los mayores influyentes en posteriores bandas. Su disco más reciente es el álbum Las canciones del agua (El Ejército Rojo - El Volcán Música, 2022).

### Grupo de Expertos Solynieve
En el año 2005 se editan las primeras maquetas del grupo Montero Castillo y Aguirre Suárez (dos futbolistas, el uruguayo Julio Montero Castillo y el argentino Ramón Alberto Aguirre Suárez, que formaron parte del Granada Club de Fútbol a principios de la década de los 70), apodo que recogía al propio Jota y a Manuel Ferrón.
En 2006 se edita, en el sello del propio Jota El Ejército Rojo, el Sencillo en CD debut de los ahora llamados La Cultural Solynieve (La Cultural Solynieve interpreta el bonito folklore de Montero Castillo y Aguirre Suárez y otros extraordinarios artistas).
En el mismo año y con el nombre definitivo de Grupo de Expertos Solynieve (El Ejército Rojo / PIAS Spain, 2006) se edita el álbum Alegato meridional. El disco más reciente de la formación es el ep Primera necesidad (Primavera Labels, 2023).

### Los Evangelistas
Jota, junto con los componentes de Los Planetas Eric Jiménez y Florent Muñoz, y Antonio Arias (cantante de Lagartija Nick) forman en 2011 Los Evangelistas, grupo homenaje a Enrique Morente, cuyo debut fue el 18 de junio en la cuarta edición de La Noche Blanca del Flamenco celebrada en Córdoba.
En 2012 editan su álbum de debut, Homenaje a Enrique Morente (El Ejército Rojo / Octubre) y en 2013 entregan el EP Encuentro (El Volcán, 2013).

### Fuerza nueva
El 3 de enero de 2019 se estrena el videoclip de Los campanilleros, primera canción editada de Fuerza nueva, proyecto colaborativo entre Los Planetas y Niño de Elche. El 12 de octubre de 2019 publican su álbum de debut Fuerza nueva.

### Plena pausa: Musicalización de obra inédita deIván Zulueta
A mediados del verano de 2021, el Ministerio de Educación, Cultura y Deporte, a través de la Filmoteca Española, comunicó la adquisición de “uno de los archivos personales más potentes en el contexto cinematográfico de la segunda mitad del siglo XX”, el del cineasta, diseñador e ilustrador donostiarra Iván Zulueta.

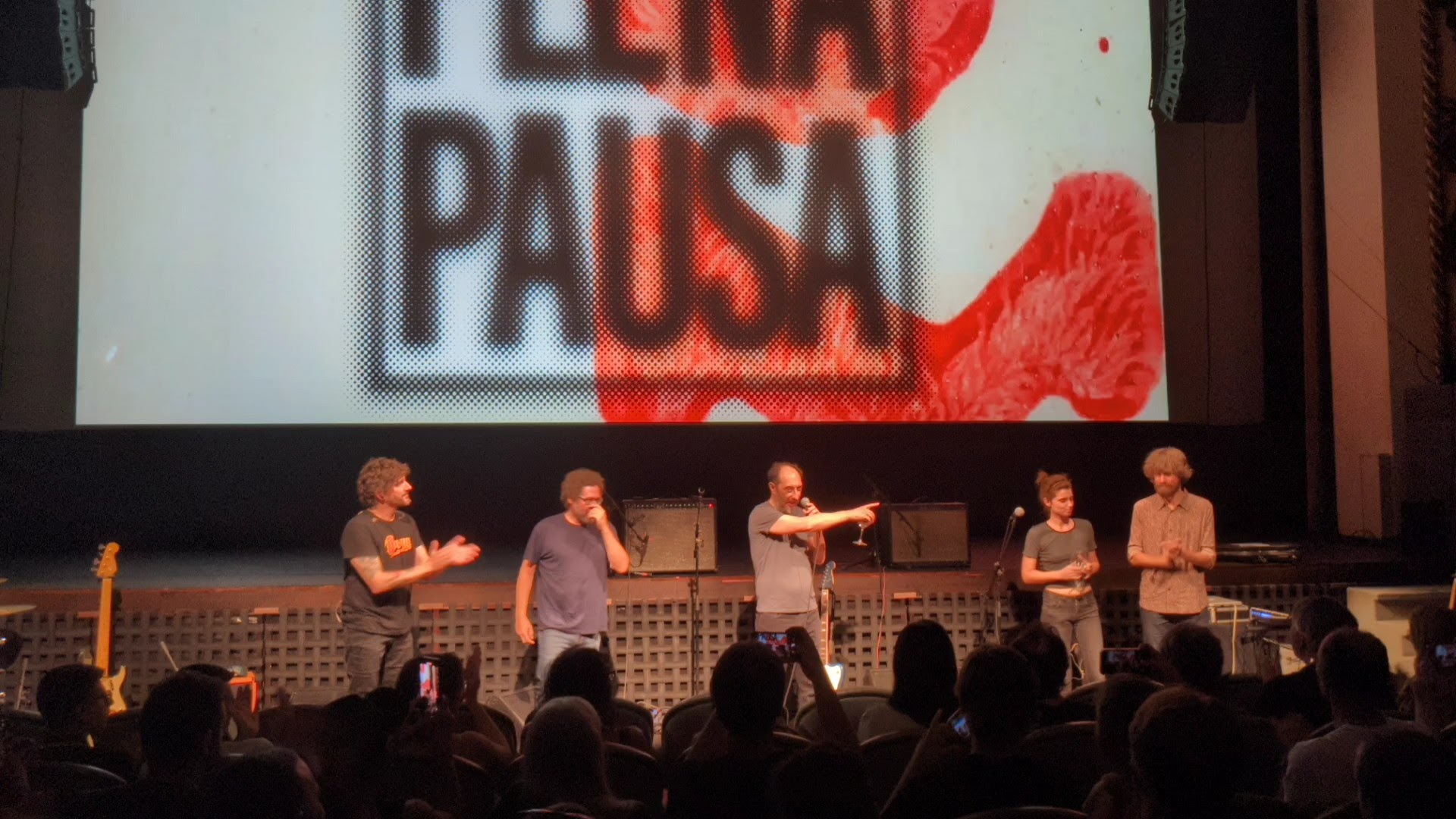
Jota presenta Plena pausa en el Teatro Colón de La Coruña, el 10 de agosto de 2023

El 3 de octubre de 2022 en el cine Doré (Madrid), Josetxo Cerdán, director de la Filmoteca Española, hace público el proyecto de musicalización de obras inéditas del director de cine donostiarra Iván Zulueta por parte de Jota. El encargo lo hace la propia Filmoteca Española que "en su afán por sacar los fondos de su archivo y hacerlos llegar a todos los públicos, ha decidido juntar a dos artistas, de disciplinas diferentes, pero con universos compartidos, para que una parte desconocida de la obra de Zulueta salga a la luz".
Jota recibió hasta cinco horas de material, todos ellos en Super-8 y 16mm rodados fundamentalmente durante las décadas de 1960, 1970 y 1980. Estos cortos "son una especie de diario que refleja todas las partes de la vida de Zulueta (...). Entre los materiales que me mandaron hay películas de la boda de los padres, de viajes familiares, de cuando los niños son pequeños..." Algunos cortos están filmados por Antonio de Zulueta y Besson, "padre de Zulueta, que era el director del Festival de Cine de San Sebastián". De ellos, seleccionó las piezas protagonistas del proyecto, a cuya duración ha tenido que adaptarse porque se han mantenido los originales, sin cortar y sin montaje, excepto en un conjunto de películas familiares que han sido intervenidas y marcarán el inicio del álbum.
La única condición puesta desde la Filmoteca Española era "que las películas no podían alterarse en su metraje, tenían que presentarse tal y como han llegado hasta nosotros. Solo en el caso de las películas del fondo que no estaban realizadas por Iván Zulueta, sino por sus progenitores o por alguno de sus hermanos, se podía jugar con el montaje. Para ello Jota ha contado con la complicidad del cineasta Andrés Duque, realizador de la magnética Ivan Z (2004)".

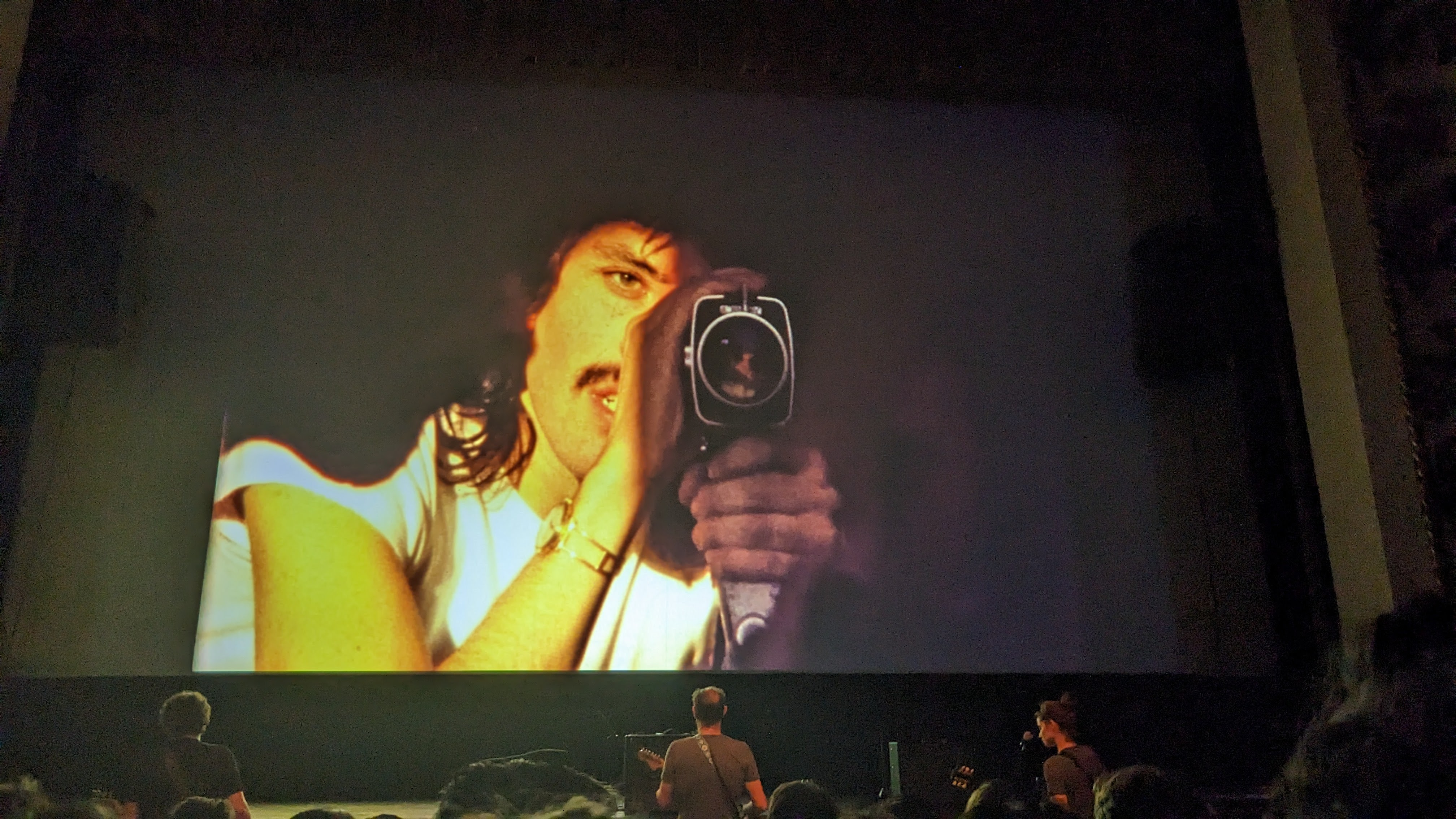
Jota presenta Plena pausa en el Teatro Colón de La Coruña, el 10 de agosto de 2023

Para Jota, "todo ha sido una enorme responsabilidad, ya que era un gran fan del cineasta, así como de otros coetáneos. Me interesa mucho Pedro Almodóvar y Val del Omar, por ejemplo. También Fernando Trueba". Sobre Zulueta, Jota dice "lo más interesante es la independencia artística (...) se dedicó a hacer cosas muy vanguardistas y experimentales sin tener aspiraciones de llegar a un público masivo, su cine se asentaba en lo creativo y no le importaba nada más. También viene de una cultura parecida a la mía: compartimos algunos referentes, como The Velvet Underground y el cine de la Factory de Andy Warhol, Jonas Mekas...".
La música se recoge en el álbum Plena pausa' que se presenta en  el Cine Doré el 21 y 22 de enero de 2023 y se publica el 29 de septiembre de 2023. En el mismo colaboran el diseñador gráfico Javier Aramburu (responsable de buena parte de las portadas de Los Planetas y "una persona cuya vida tiene un montón de coincidencias con Zulueta. Los dos son de San Sebastián, tienen una sensibilidad especial a la hora de entender la cultura y Javier le hizo unas fotografías para una de las pocas entrevistas que el director dio en Rockdelux"), el grupo argentino 107 Faunos, la también argentina Señorita Trueno Negro ("es como Cecilia Roth en Arrebato" según Jota), David Rodríguez y Jaime Stinus, que tocó en Brakaman, el grupo de Borja Zulueta, hermano de Iván.
El título del álbum viene de una frase de la película Arrebato, "estar colgado en plena pausa, arrebatado, en plena fuga, lo que buscan los vampirizados personajes de Arrebato mientras ven colecciones de cromos antiguas y enigmáticos filmes en Super-8".

## Grabaciones en solitario
Fuera de sus grupos habituales, Jota ha registrado las siguientes canciones:
- Mamá deja de llorar, versión, bajo el apodo de J y los Angélicos, del grupo granadino Los Ángeles. Forma parte del álbum Homenaje a Los Ángeles con intervenciones estelares (El Diablo, 2005).[17] La versión también se incluye en el recopilatorio El guateque! Éxitos españoles de los 60 y 70 en versión indie (El Diablo, 2005).
- Una vez juré, también versión (y, de nuevo, como J y los Angélicos) de Los Ángeles dentro del álbum Homenaje a Los Ángeles con intervenciones estelares (El Diablo, 2005).[17]

- Perdido en mis recuerdos, versión de los Módulos incluida en el disco homenaje a estos Unidad y armonía. Todo tiene su fin. Homenaje a los Módulos. Wild Punk Records, 2013).

- Recuerdos de una noche, versión de Triana incluida en Recordando a Triana (Meridiana, 2014).

- Quiero contarte, con Manu Ferrón y Anni B Sweet, también versión de Triana dentro de Recordando a Triana (Meridiana, 2014).

- I wanna be your boyfriend, acompañado por la banda dirigida para la ocasión por Raül Fernández, versión de Ramones registrada en la primera The Rockdelux Experience,[18] se publicó en el cd The Rockdelux Experience. 30.10.2002, que acompañaba al número de julio/agosto de 2003 (209) de la revista (Sinedín Music, 2003).
- Femme Fatale, acompañado por Fernando Alfaro y la banda dirigida para la ocasión por Raül Fernández, versión de Velvet Underground registrada también en la primera The Rockdelux Experience,[18] se publicó en el cd The Rockdelux Experience. 30.10.2002, que acompañaba al número de julio/agosto de 2003 (209) de la revista (Sinedín Music, 2003).
- Segundo premio, visión, también junto con la banda dirigida por Raül Fernández, del tema de Los Planetas para la segunda Rockdelux Experience,[19] se publicó en el cd The Rockdelux Experience. 23.11.2004, que acompañaba al número de julio/agosto de 2005 (231) de la revista (Sinedín Music, 2005).
- Natalia dice / Arrebato (Un buen día para Iván), vinilo de 7 pulgadas (El Ejército Rojo, 9 de diciembre de 2022).
- Tormenta eléctrica / Película de plata, vinilo de 7 pulgadas (El Ejército Rojo, 30 de junio de 2023).
- Era una flecha (sencillo digital) (El Ejército Rojo, 27 de septiembre de 2023).
- Plena pausa (cd y vinilo) (El Ejército Rojo, 29 de septiembre de 2023).
- Dueña, versión grabada en las sesiones de Plena pausa del tema Mistress incluido en el segundo álbum de Red House Painters (Red House Painters, 4AD, 1993). La canción se edita en el siete pulgadas compartido con 107 Faunos Dueña / Aeronostalgia (El Ejército Rojo, 8 de noviembre de 2024).

## Colaboraciones con otros artistas
Destacan las siguientes colaboraciones:
- Cecilia Ann - Suenacuento (Elefant Records, 2000) (segunda voz en la canción La mujer pez).
- Meteosat - Espunk! (Universal, 2000) (dúo en la versión del tema de Divine You think you're a man).
- Automatics - Wilson, love me (Elefant Records, 2001) (coros en la canción An empty page).
- Los Enemigos - Obras escocidas (Virgin Records España, S.A., 2001) (Los Planetas grabaron en directo la canción Sin hueso (J (voz y guitarra), Florent (guitarra), Banin (moog), Eric (batería) y Fino Oyonarte, bajista de Los Enemigos (bajo)).
- La Buena Vida - Los Planetas (Sinnamon Records, 2003) (dúo en el tema titulado Los Planetas).
- Nacho Vegas - Cajas de música difíciles de parar (Limbo Starr, 2003) (dúo en Noches árticas y en un corte escondido al final del segundo CD).
- Is - Istochnikov (Limbo Starr, 2004) (dúo en las canciones Pimpinela punk y Cura de maldad).
- Lagartija Nick - Lo imprevisto (Lagartija Records, S.L., 2004) (voz y guitarra acústica en la canción Fulcanelli).
- Varios artistas - Homenaje a Los Ángeles con intervenciones estelares (El Diablo, 2005) (versiones, bajo el apodo de J y los Angélicos, de los temas Mamá deja de llorar y Una vez juré del grupo granadino Los Ángeles.[17] La versión de Mamá deja de llorar también se encuentra en el recopilatorio El guateque! Éxitos españoles de los 60 y 70 en versión indie (El Diablo, 2005).
- Varios artistas - The Rockdelux Experience (Sinedín, 2003) (versión del tema de Ramones I wanna be your boyfriend, acompañado por la banda que Raül Fernández (del grupo Refree) formó para la primera The Rockdelux Experience organizada por la revista Rockdelux).[18]
- Varios artistas - The Rockdelux Experience (Sinedín, 2003) (versión junto a Fernando Alfaro -de los grupos Surfin' Bichos, Chucho y Fernando Alfaro y los Alienistas) del tema Femme fatale de The Velvet Underground, acompañados por la banda que Raül Fernández dirigió para la primera The Rockdelux Experience organizada por la revista Rockdelux).
- Varios artistas - The Rockdelux Experience Vol. 2 (Sinedín, 2005) (interpretación del tema de Los Planetas Segundo Premio cantado junto al grupo dirigido por Raül Fernández para la segunda fiesta The Rockdelux Experience organizada por Rockdelux).[19]
- Sr. Chinarro - El fuego amigo (El Ejército Rojo / BMG Music Spain, S.A., 2005) (produce del disco y participa en varios de los temas: voces, sintetizador, guitarra acústica y arreglos de cuerda).
- Varios artistas - De Benidorm a Benicàssim (Encadena Ediciones - K Industria, 2005) (voces junto a Christina Rosenvinge en el tema De Benidorm a Benicàssim de Beef. La versión también está disponible en el recopilatorio de Christina Rosenvinge Un caso sin resolver (Søster Records, 2011).
- La Estrella de David - La Estrella de David (El Ejército Rojo / PIAS Spain, 2007) (colaboración en Tú lo tienes que saber como parte del dúo Montero Castillo y Aguirre Suárez).
- Antonio Arias - Multiverso (Recordings From The Other Side / ¡Pop Stock!, 2009) (voz en Laika a dúo con Antonio Arias y con coros de Antonio López (Noni) y Alejandro Méndez de Lori Meyers).
- Ellos - Cardiopatía Severa (PIAS Spain, 2010) (voz en Mientes).
- Franco Battiato - Apriti sesamo (album) (Universal, 2012) (traducción al castellano de las letras junto a Manuel Ferrón).[20]
- Varios artistas - Unidad y armonía. Todo tiene su fin. Homenaje a los Módulos (Wild Punk Records, 2013) (voz en el tema Perdido en mis recuerdos).
- Antonio Arias - Multiverso II (autoeditado, 2013) (voz en Cármenes junto a Soleá Morente).
- Miguel Ríos - Viva la Vega (autoeditado, 2013), versión del tema Viva Las Vegas de Elvis Presley, junto José Ignacio Lapido y miembros de Lori Meyers, Lagartija Nick, Niños Mutantes y Napoleón Solo.  La canción forma parte de una iniciativa cuyo objetivo es librar de la especulación urbanística a la región granadina de la Vega. En el tema se enumeran todos los pueblos que limitan con la Vega.[21][22]
- Varios artistas - Recordando a Triana (Meridiana, 2014) (voz en los temas Recuerdos de una noche y, junto a Manu Ferrón y Anni B Sweet, Quiero contarte).
- Murciano Total - La parranda (versión 2014) (sencillo de 7", El Genio Equivocado, 2014), voz.[23]
- Soleá Morente -  Tendrá que haber un camino (El Volcán Música, 2015) (colabora en La ciudad de los gitanos (composición, guitarra y producción), Eso nunca lo diré (Granaína) (música y producción), Arrímate (Fandangos) (guitarra, voz y producción), Están bailando (Sevillanas) (guitarra), Solos tú y yo (Tangos) (guitarra y producción) y Vampiro (teclados).[24]
- Sr. Chinarro -  El progreso (El Segell del Primavera, 2016), productor.[25]
- Mexican Institute Of Sound + Toy Selectah  - Mexican Institute Of Sound + Toy Selectah Present: Compass (Six Degrees Records, 2016), voz en Vic Vaporub, con la colaboración de Centavrvs, Cornelius, DJ Lengua y Sergio Mendoza.[26]
- The Puretone Orchestra - Infinite Sunshine (LSD - Liquid Sound Design, 2017) (voz en International Cosmic Arts Lab junto a Soleá Morente).
- La Bien Querida - Fuego (Elefant Records, 2017) (voz, junto a Muchachito, en Recompensarte).[27]
- La Bien Querida - Brujería (Elefant Records, 2019) (voz en Domingo escarlata y La fuerza).[28]
- Soleá Morente -  Lo que te falta (Elefant Records, 2020) (colabora en Canciones de Luna (composición junto a Soleá Morente).[29]
- Carolina Durante - La canción que creo que no te mereces (sencillo digital y EP en vinilo Del horno a la boca, Sonido Muchacho, 2020), voz.[30]
- Varios artistas - Detrás del espejo. Variaciones y eco (Mushroom Pillow, 2021). Jota registra con Triángulo de Amor Bizarro Cura mi corazón en este disco en el que varios artistas versionan de forma completa el ábum del grupo coruñés oɹɹɐzıqɹoɯɐǝpolnƃuɐıɹʇ (Mushroom Pillow, 2020).[31]
- Alizzz - Tiene que haber algo más (Whoa! Music - Warner Music, 2021) (voz en Luces de emergencia).[32]
- Airbag - Finales alternativos (sencillo digital e incluido en el álbum Siempre tropical, Sonido Muchacho, 2022), segunda voz.[33]
- La Bien Querida - Paprika (Sonido Muchacho, 2022) (voz en No es lo mismo).
- 107 Faunos - Vandalismo comparado (Laptra / Primavera Labels, 2024) (voz en Aeronostalgia).[34] Aeronostalgia también se incluye en el siete pulgadas compartido con J Dueña / Aeronostalgia (El Ejército Rojo, 8 de noviembre de 2024).

## El Ejército Rojo
Es fundador del sello discográfico El Ejército Rojo, sello que ha editado, entre otros, discos de Airbag, Sr. Chinarro, Beef, Máscara, Luis Arronte, La Estrella de David y Martín.

## Candidatura a la presidencia de la SGAE
En 2018 se presentó como candidato a la presidencia de la Sociedad General de Autores y Editores (SGAE), retirándose antes de las elecciones para el puesto.